# Calosota kottiyoorica
Calosota kottiyoorica är en stekelart som beskrevs av T.C. Narendran och Anitha 2004. Calosota kottiyoorica ingår i släktet Calosota och familjen hoppglanssteklar. Inga underarter finns listade.